# Umspannwerk Nr. 11
Das Umspannwerk Nr. 11 des ehemaligen Elektrizitätsverbands Gröba liegt im Stadtteil Kötzschenbroda der sächsischen Stadt Radebeul, in der Meißner Straße 177. Es wird heute als Umspannwerk der sächsischen ENSO Energie Sachsen Ost genutzt.
Die denkmalgeschützte Industrieanlage wird von der Denkmalpflege als Umspannwerk geführt und unter Elektrizitätsverband Gröba (ehem.) als Technisches Denkmal eingeordnet, das technikgeschichtlich von Bedeutung ist.

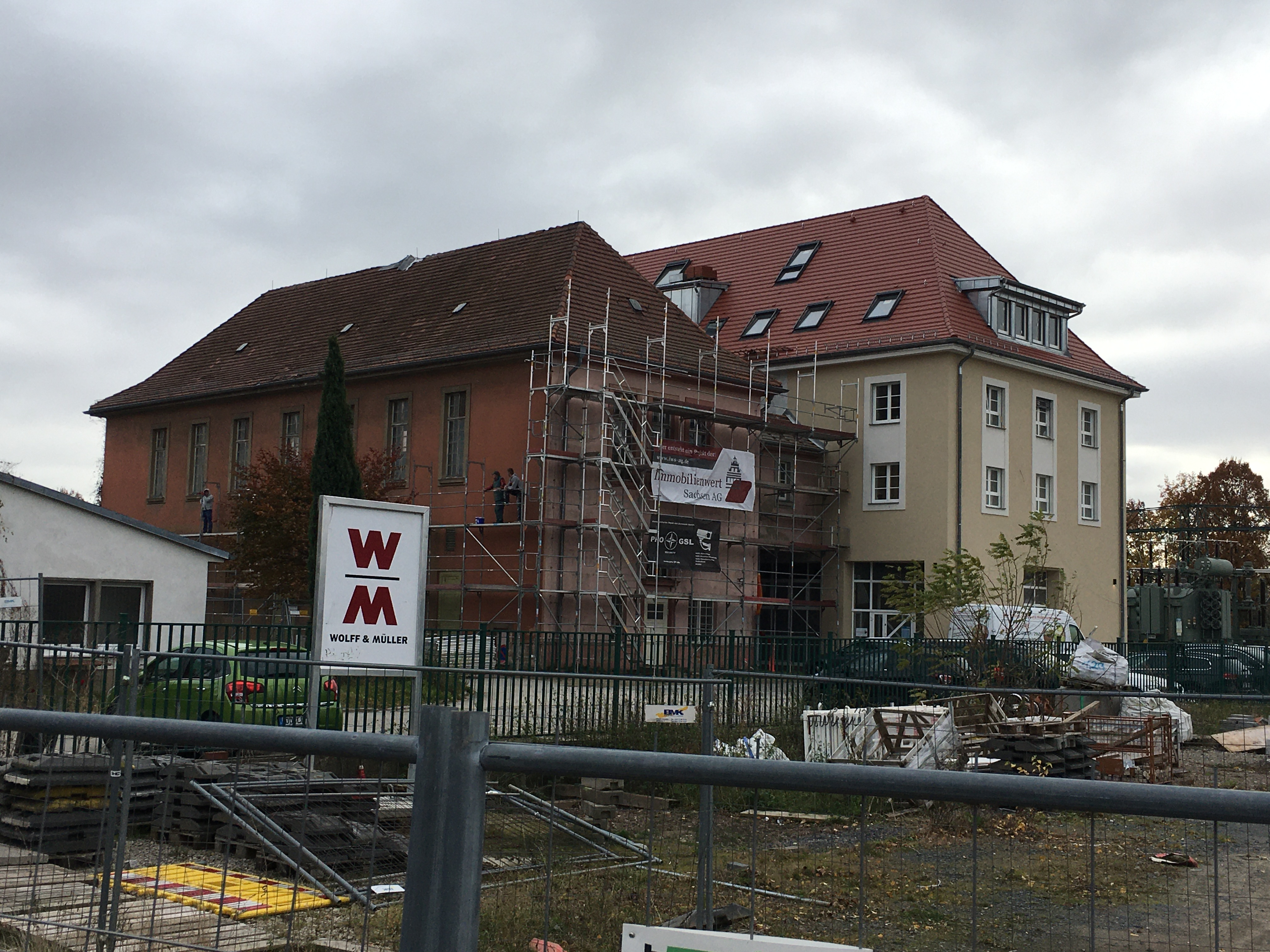
Gebäude des Umspannwerks Nr. 11 (2021); Umbau

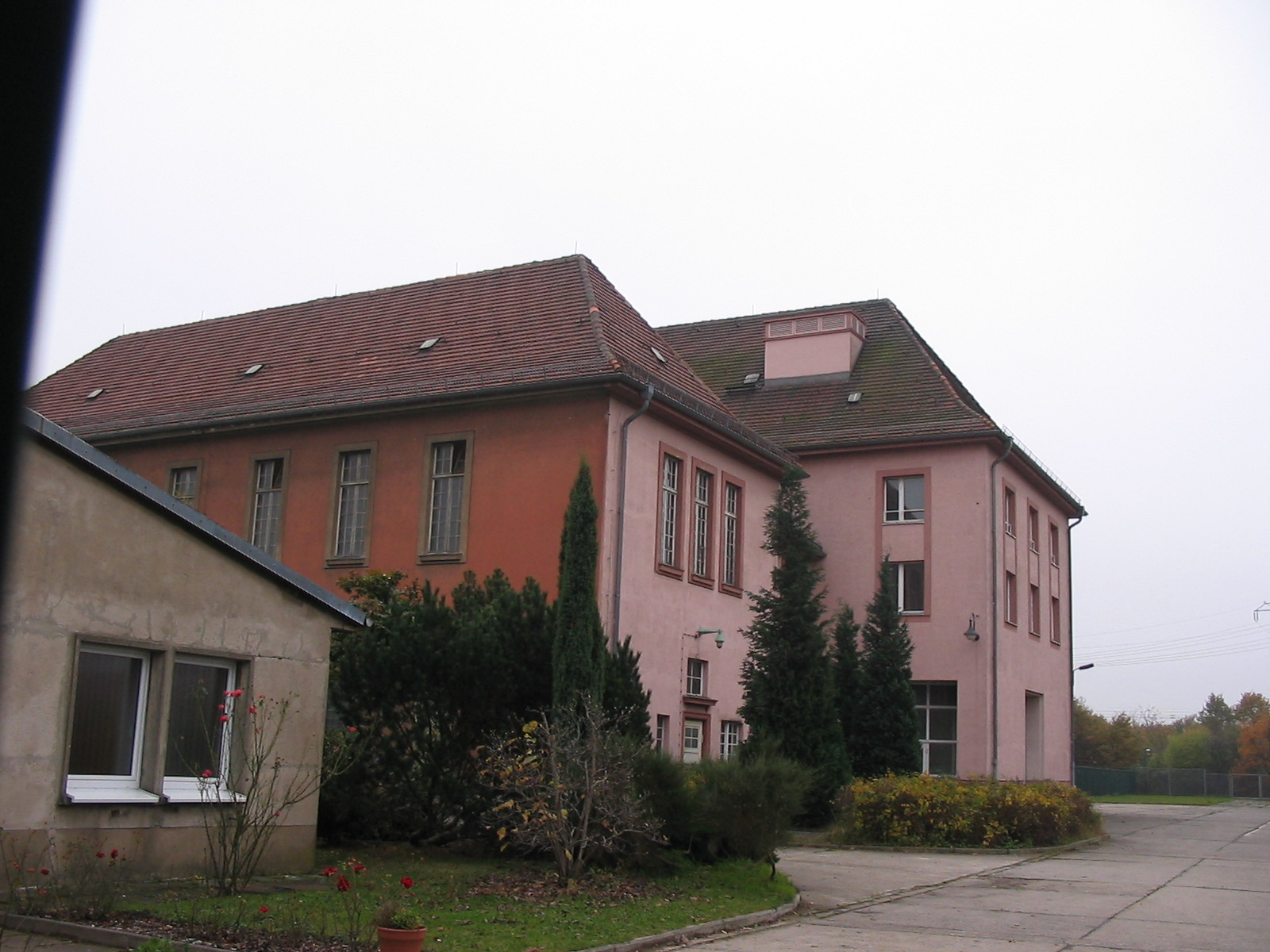
Umspannwerk der ENSO (Zustand 2008)

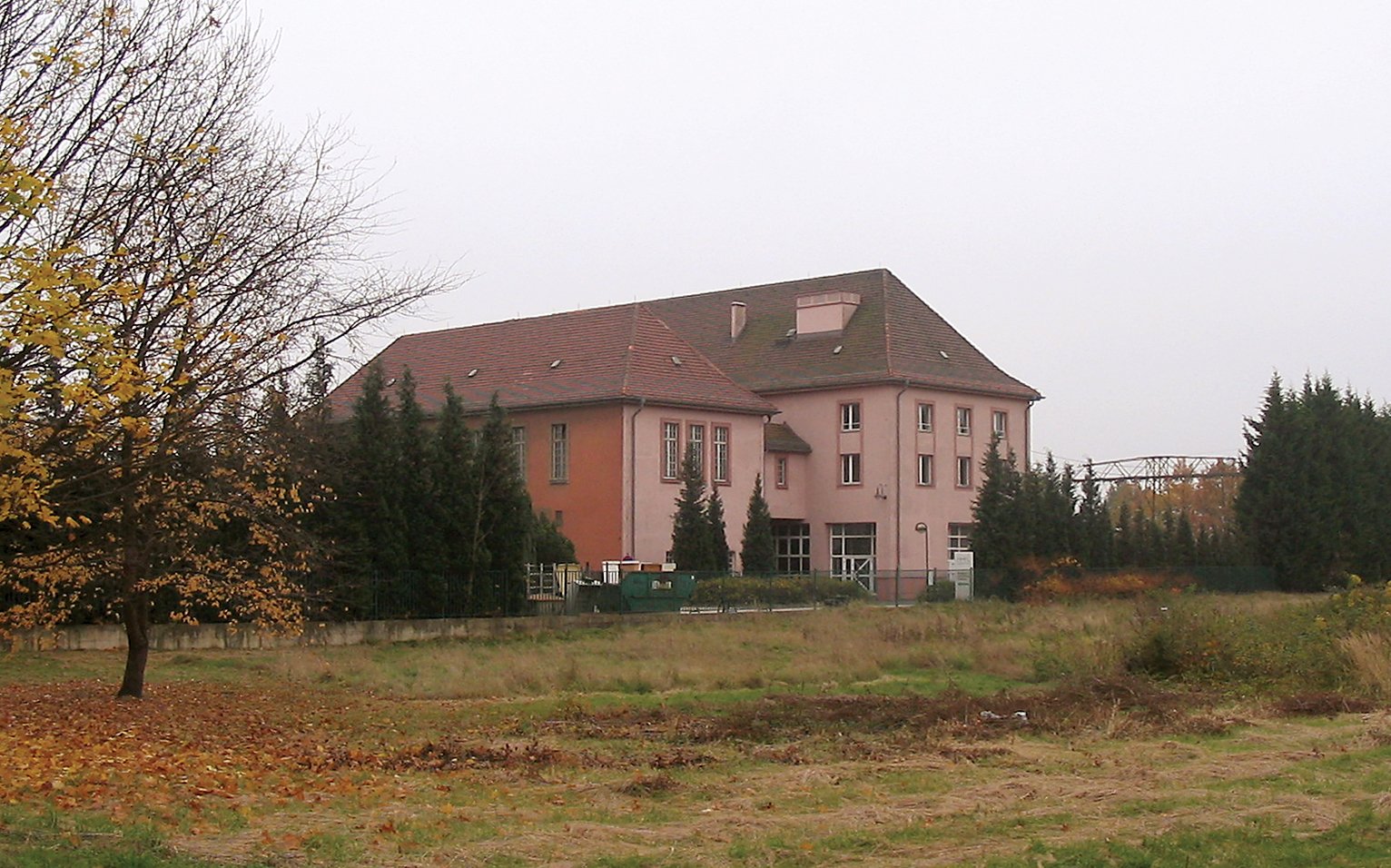
Umspannwerk der ENSO (2008); gut zu sehen der Übergang im Obergeschoss

## Beschreibung
Das Umspannwerk liegt auf der Südseite der Meißner Straße zwischen dieser und dem südlich gelegenen Bahndamm der Bahnstrecke Leipzig–Dresden. Hinter einer querstehenden Halle steht die denkmalgeschützte Baugruppe aus zwei Industriebauten, danach kommen Freiflächen für die Schaltanlagen.
Die quer zur Straße platzierten, dicht nebeneinander liegenden Werksbauten wurden von 1928 bis 1930 durch die Bauabteilung der Siemens-Schuckert-Werke aus Berlin-Siemensstadt errichtet; die Baugenehmigung stammt vom Juli 1929. Der Entwurf geht möglicherweise auf den Architekten Hans Hertlein zurück. Die Stromleitungen auf dem Grundstück selbst bzw. zwischen den Gebäuden wurden laut Bauakte aus Gründen des Heimatschutzes unterirdisch geführt, „damit [das Umspannwerk] auch in die Landschaft hineinpasst“.
Das zur Straße hin liegende Gebäude ist kleiner als sein Nachbar. Der zweigeschossige, siebenachsige Bau wurde als Schaltzentrale errichtet. Das dahinterliegende Gebäude bekam die Funktion als Maschinenhaus. Beide Gebäude sind durch seitliche Übergänge im Obergeschoss verbunden, auch zwischen den Dachflächen besteht eine Verbindung. In der Mitte der neunachsigen Südfassade des Maschinenhauses steht ein dreiachsiger Risalit mit Dreiecksgiebel.
Beide Putzbauten haben ziegelgedeckte Walmdächer. Die Fassaden sind symmetrisch aufgebaut, die hohen Rechteckfenster sitzen in leicht vortretenden Faschen. Im Inneren werden auch Klinker verwendet, dazu kommen gekachelte Wände.
Ebenfalls 1928/29 errichtete der Elektrizitätsverband Gröba direkt an der Meißner Straße vor dem Umspannwerk noch zwei würfelförmige (nicht denkmalgeschützte) „Beamten-Wohnhäuser“ in Ergänzung zu den Siedlungshäusern am Rosa-Luxemburg-Platz.

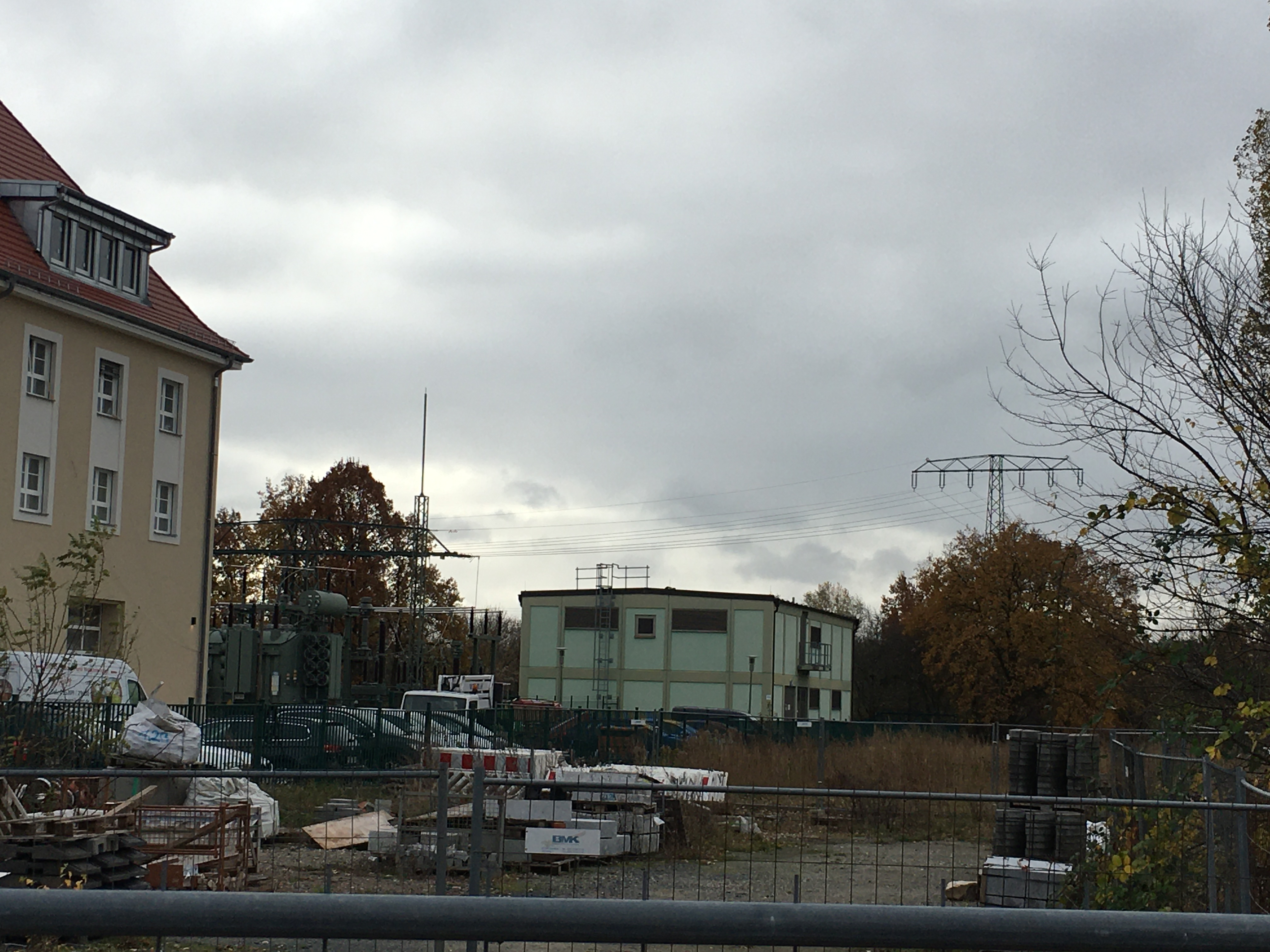
Die elektrischen Einrichtungen (2021)
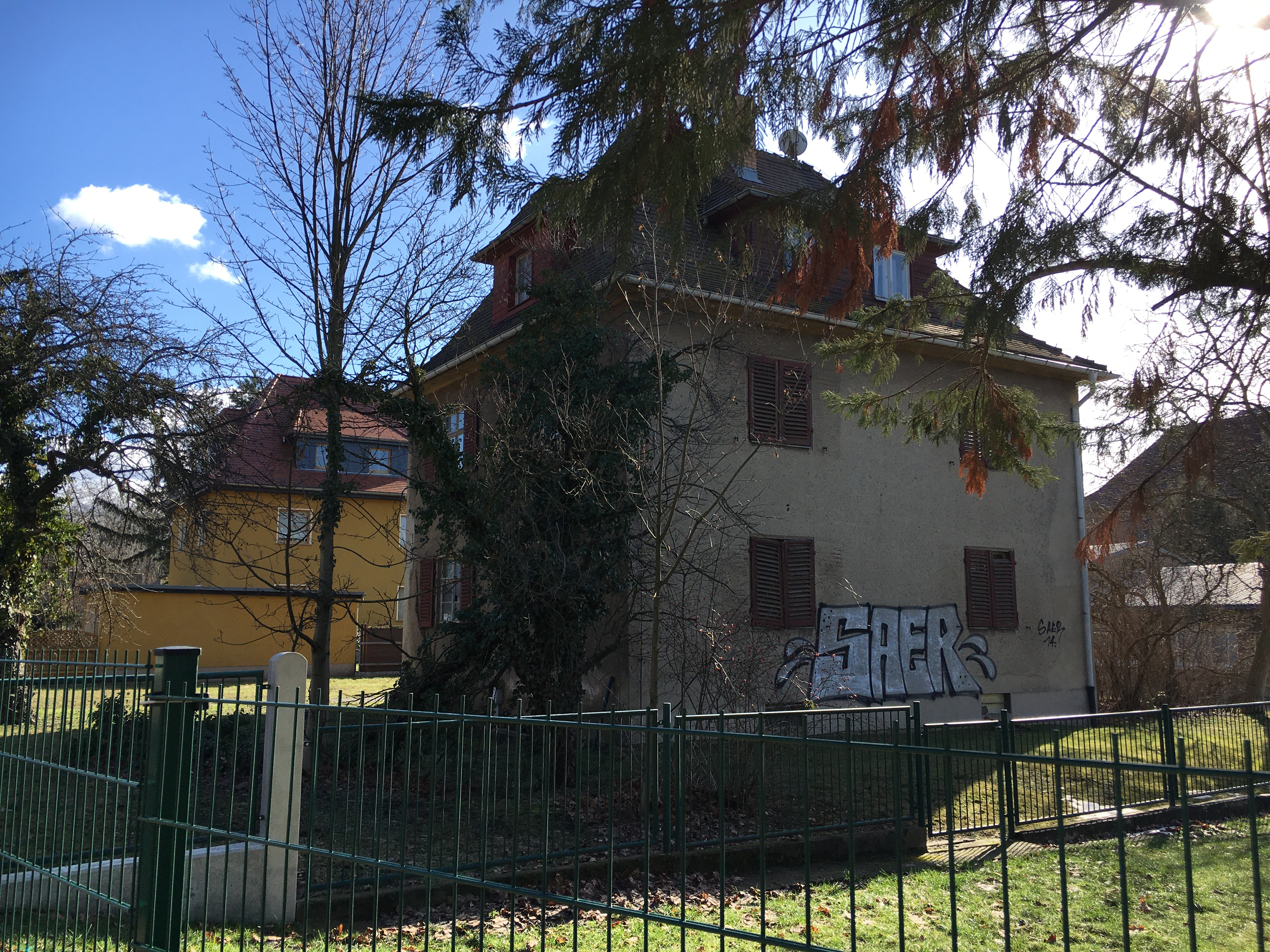
„Beamten-Wohnhäuser“ direkt an der Meißner Straße vor dem Umspannwerk (rechts)